# Межапаркс (парк)
Ме́жапаркс (латыш. Mežaparks — дословно «Лесопарк»; в русской речи обычно Межапа́рк) — крупнейший парк в Риге, расположенный в одноимённом историческом районе в северо-восточной части города. Территория парка ограничена проспектом Межа, Густава Земгала гатве, проспектом Виестура, зоной жилой застройки в микрорайоне Милгравис и озером Кишэзерс. Общая площадь парка — 420 гектаров.

## История
Рижская городская управа подписала решение о создании общедоступного парка 30 апреля 1901 года. Это стало одним из подарков рижанам к 700-летию города.
Главный ландшафтный архитектор Риги Георг Куфальдт разработал план территории, предусмотрев систему дорог, проложенных так, чтобы у посетителей был выбор — прогуляться по малому или по большому кругу, а во время прогулки им бы открывались красивые виды — на озеро, на лес, на цветущие кустарники. Деньги на обустройство предполагалось получить за счёт вырубки деревьев.
Запланированный Куфальдтом парк занимал побережье Кишэзерса вплоть до Милгравского канала, то есть включал часть территории, которую ныне занимают предприятия Рижского порта.
Куфальдту помогал главный лесничий Риги Эйжен Оствальд: они вместе планировали уход за лесом и подбор пород для парка. Главной его ценностью является сосновый лес, выросший на морских дюнах.
Парк получил своё название от исторического района, в котором располагался. В Российской империи он носил название Царский лес (нем. Kaiserwald, латыш. Ķeizarmežs). В 1924 году Царский лес переименовали в Межапарк. В парке создавали условия для отдыха и летом, и зимой: например, на берегу Кишэзерса сооружали довольно высокую гору, которую засыпали снегом, чтобы можно было кататься на санках. Люди приезжали в парк на пикники. Были построены Зелёный театр, купальни и водолечебница на берегу озера.
В послевоенное время за развитие парка взялись серьёзно. Были заасфальтированы все дорожки, построены детские площадки и аттракционы, проведено электрическое освещение. В благоустройстве участвовали сами рижане, которые приезжали на субботники.
В 1950 году состоялось официальное открытие Межапарка как парка культуры и отдыха.
В 1955 году построена Большая эстрада. На её возведение потребовалось чуть меньше трёх лет. Кроме того, в советское время здесь были сооружены кинотеатр, парашютная вышка, колесо обозрения, карусели, танцевальный павильон.
Большую популярность приобрёл каток, который служил тренировочной базой сборной по конькобежному спорту, ареной ледовых праздников и карнавалов, хоккейных матчей.
С 1956 по 1997 год в Межапарке действовала Рижская детская железная дорога.
В 1990-е годы, в связи с недостаточным финансированием, многие объекты парка обветшали, ряд из них был утрачен.
В 2011 году Рижская дума инициировала передачу Межапарка в ведение муниципального предприятия Rīgas meži («Рижские леса»), которое заказало локальное планирование. Была собрана информация об уникальных растениях Межапарка, его природных ценностях. В 2013 году планирование парка завершилось, после чего началось его целенаправленное развитие. Был выпущен путеводитель по парку.
В 2016 году началась реконструкция Большой эстрады с созданием новой инфраструктуры и расширением зрительских трибун.

## Транспорт
Автобус:
- по проспекту Межа:
  - № 9 — улица Абренес — Межапаркс
  - № 48 — Плявниекское кладбище — Саркандаугава
- по проспекту Виестура (остановка Оstas prospekts):
  - № 2 — улица Абренес — Вецмилгравис
  - № 24 — улица Абренес — Мангальсала
  - № 58 — Пурвциемс — Вецмилгравис (— Вецаки)

Трамвай:
- № 11 — улица Аусекля — Межапаркс
- По тому же маршруту из центра Риги в Межапарк в летнее время курсирует ретротрамвай[3].

Маршрутное такси (остановка Оstas prospekts):
- № 224 — Привокзальная площадь — Мангальсала
- № 200 — Привокзальная площадь — Вецдаугава (— Вецаки)

Троллейбус:
- № 3а — Центральный рынок — Саркандаугава — Межапаркс

(специальный маршрут, назначаемый во время проведения массовых мероприятий в Межапарке)